# Hans von Salmuth
Hans Eberhard Kurt Freiherr von Salmuth (11 de novembre de 1888 - 1 de gener de 1962) va ser un general i criminal de guerra alemany durant la Segona Guerra Mundial. Salmuth va comandar diversos exèrcits al front oriental, i el Quinzè Exèrcit a França durant la invasió del dia D. Després de la guerra, va ser jutjat en el Judici de l'Alt Comandament, com a part dels Judicis posteriors de Nuremberg. Va ser declarat culpable de crims de guerra i crims contra la humanitat i condemnat a 20 anys. Va ser alliberat el 1953.

## Biografia
Hans von Salmuth, fill de l'oberstleutnant Friedrich Ernst Werner Anton Freiherr von Salmuth (1853–1926), es va unir a l'exèrcit prussià el 1907 i va servir a l'exèrcit alemany durant la Primera Guerra Mundial.
Salmuth va romandre a l'exèrcit i va servir com a cap d'estat major del II Cos de 1934 a 1937. Va ser assignat com a cap d'estat major al comandament del primer grup d'exèrcits. El 1938 va ser traslladat com a cap d' Estat Major al Segon Exèrcit.
El 1939 va ser cap d'estat major del Grup d'Exèrcits Nord, comandat pel general Fedor von Bock, durant la invasió de Polònia. Salmuth va continuar com a cap d'estat major a Bock, quan aquest últim va rebre el comandament del grup d'exèrcits B per a la invasió de Bèlgica i França, el maig de 1940. El juliol de 1940, Salmuth va rebre la Creu de Cavaller de la Creu de Ferro. L'1 d'agost de 1940 va ser ascendit a tinent general.
El 1941, Salmuth va ser assignat al front oriental i va rebre el comandament del XXX Cos. Va participar en l'Operació Barbarroja i va participar en la batalla de Sebastòpol. Com tots els cossos alemanys del front oriental, el cos de Salmuth va implementar la criminal ordre dels comissaris. El 1942, va ser nomenat comandant en funcions del XVII Exèrcit (del 20 d'abril de 1942 a l'1 de juny de 1942). Durant un breu temps, del 6 de juny de 1942 al 15 de juliol de 1942, va ser assignat al comandament del Quart Exèrcit, en substitució de l'antic comandant, Gotthard Heinrici, que va marxar en excedència. A mitjans de juliol de 1942 va rebre el comandament del Segon Exèrcit.
El gener de 1943 Salmuth va ser ascendit a Generaloberst, el segon rang d'oficial alemany més alt de la Wehrmacht. En aquell moment, es va enfrontar a l'operació soviètica de Vorónej-Kastornensk, en la qual el Segon Exèrcit va ser gairebé destruït. El 3 de febrer de 1943, va rebre el comandament del Quart Exèrcit fins al juliol de 1943. L'agost de 1943, Salmuth va ser reassignat al comandament del Quinzè Exèrcit estacionat al Pas-de-Calais, França. Salmuth va ser rellevat del seu comandament, a finals d'agost de 1944, després de la desintegració de la línia del front alemanya, després del trencament aliat de Normandia (Operació Cobra), sense rebre cap més comandament.

### Judici i condemna
Salmuth va ser jutjat en el Judici de l'Alt Comandament, com a part dels Judicis posteriors de Nuremberg. Salmuth va ser declarat culpable de crims de guerra i crims contra la humanitat, inclòs l'assassinat i maltractament de presoners de guerra soviètics, i d'assassinat, deportació i presa d'ostatges de civils als països ocupats. Va ser condemnat a 20 anys de presó. La seva condemna va ser revisada el 1951, commutada per 12 anys i retrodatada al juny de 1945. Salmuth va ser alliberat el 1953.
Hans von Salmuth va morir el 1962.

## Registre de servei
- XXX Cos - 10 de maig de 1941 - 27 de desembre de 1941
- XVII Exèrcit - 20 d'abril de 1942 - 1 de juny de 1942
- Quart Exèrcit - 6 de juny de 1942 - 15 de juliol de 1942
- Segon Exèrcit - 15 de juliol de 1942 - 3 de febrer de 1943
- Quart Exèrcit - Juny de 1943 - 31 de juliol de 1943
- Quinzè Exèrcit - 1 d'agost de 1943 - 25 d'agost de 1944

## Promocions
Fähnrich – 9 de setembre de 1907
 Leutnant - 27 de gener de 1909 (amb patent del 28 de gener de 1907)
  Oberleutnant
 Hauptman – 18 d'agost de 1916
 Major – 1 de gener de 1928
 Oberstleutnant – 1 de febrer de 1932
 Oberst - 1 d'abril de 1934
 Generalmajor – 1 d'agost de 1937
 Generalleutnant – 1 d'agost de 1939
 General der Infanerie – 1 d'agost de 1940
 Generaloberst – 1 de gener de 1943

## Condecoracions
Creu de Cavaller de la Creu de Ferro (19/7/1940)
 Creu de Ferro 1914 de 1a Classe
 Creu de Ferro 1914 de 2a Classe
 Barra de 1939 a la Creu de Ferro 1914 de 1a Classe
 Barra de 1939 a la Creu de Ferro 1914 de 2a Classe
 Orde del Mèrit Militar amb Espases de 4a Classe (Baviera)
 Creu Austro-Hongaresa de 3a Classe del Mèrit Militar amb insígnia de guerra
 Creu d'Honor dels Combatents del Front
 Medalla del Llarg Servei a la Wehrmacht de I i IV classe